# Ștefan cel Mare, Olt
Ștefan cel Mare là một xã thuộc hạt Olt, România. Dân số thời điểm năm 2002 là 2135 người.